# Ramschelbach
Der Ramschelbach ist ein gut drei Kilometer langer Waldbach in der Ortsgemeinde Leimen im Landkreis Südwestpfalz im Pfälzerwald, der nach ungefähr westlichem Lauf durch das Großkirchtal kurz nach dem Schwarzbachtalweiher von links in den Schwarzbach mündet. 

## Geographie

### Verlauf
Der Ramschelbach entspringt ca. 1,2 km westlich des Mosisberg-Gipfels (610 m ü. NHN) auf etwa 490 m ü. NHN an einer Waldweggabel zwischen dem Heltersberg (ca. 595 m ü. NHN) im Norden und dem Badischköpfchen (595,6 m ü. NHN) im Süden. Er zieht durch sein sich leicht windendes Waldtal Großkirchtal zwischen den Bergrücken  Hoher Heltersberg rechts und Kirchberg links etwa westwärts. Er mündet nach 3,3 km Lauf einen Steinwurf unterhalb des Staudamms des Schwarzbachtalweihers nahe dem Gemeindedreieck Leimen/Heltersberg/Trippstadt von links in den oberen Schwarzbach.

### Einzugsgebiet
Das etwa 3,1 km² große Einzugsgebiet liegt im Gebiet der Ortsgemeinde Leimen und im Naturpark Pfälzerwald und ist völlig bewaldet.

## Natur
Im Quellgebiet des Bachs steht die „A.-Müller-Lärche“, eine große alte Lärche.